# 2000 CC20
2000 CC20  är en trojansk asteroid i Jupiters lagrangepunkt L4. Den upptäcktes 2 februari 2000 av LINEAR i Socorro County, New Mexico.
Asteroiden har en diameter på ungefär 26 kilometer.